# Bombardeo de Al Raqa de 2015
El domingo 15 de noviembre de 2015, la fuerza aérea francesa lanza un bombardeo al Estado Islámico de Siria, con los aviones de combate galos. 
Los aviones lanzaron un total de 20 bombas. Las bombas fueron lanzadas sobre posiciones que son consideradas de los yihadistas. Los franceses ya habían bombardeado al Estado Islámico antes, el 27 de septiembre de 2015.
"El primer objetivo destruido era usado por Daesh de puesto de mando, centro de reclutamiento y depósito de armas y munición. El segundo albergaba un campo de entrenamiento terrorista", ha comunicado según Reuters el ministro de Defensa francés, Kean-Yves Le Drian, al concluir la intervención armada. Los jóvenes activistas anti Asad y anti IS del grupo Raqqa Is Being Slaughtered Silently han corroborado sobre el terreno el ataque.
Los aviones despegaron desde las bases de Jordania y Emiratos Árabes Unidos, que luego se procedió en coordinación con las fuerzas de Estados Unidos. "Confiamos en que, en los próximos días y semanas, trabajando con los franceses, podremos intensificar los bombardeos contra el IS tanto en Siria como en Irak, para dejar claro que no hay sitio seguro para estos terroristas" declaró en una entrevista al canal NBC el vice asesor de Seguridad Nacional de Estados Unidos Ben Rhodes.